# Sauber C19
Der Sauber C19 war ein Formel-1-Rennwagen von Red Bull Sauber Petronas und wurde in der Formel-1-Saison 2000 eingesetzt.

## Technik

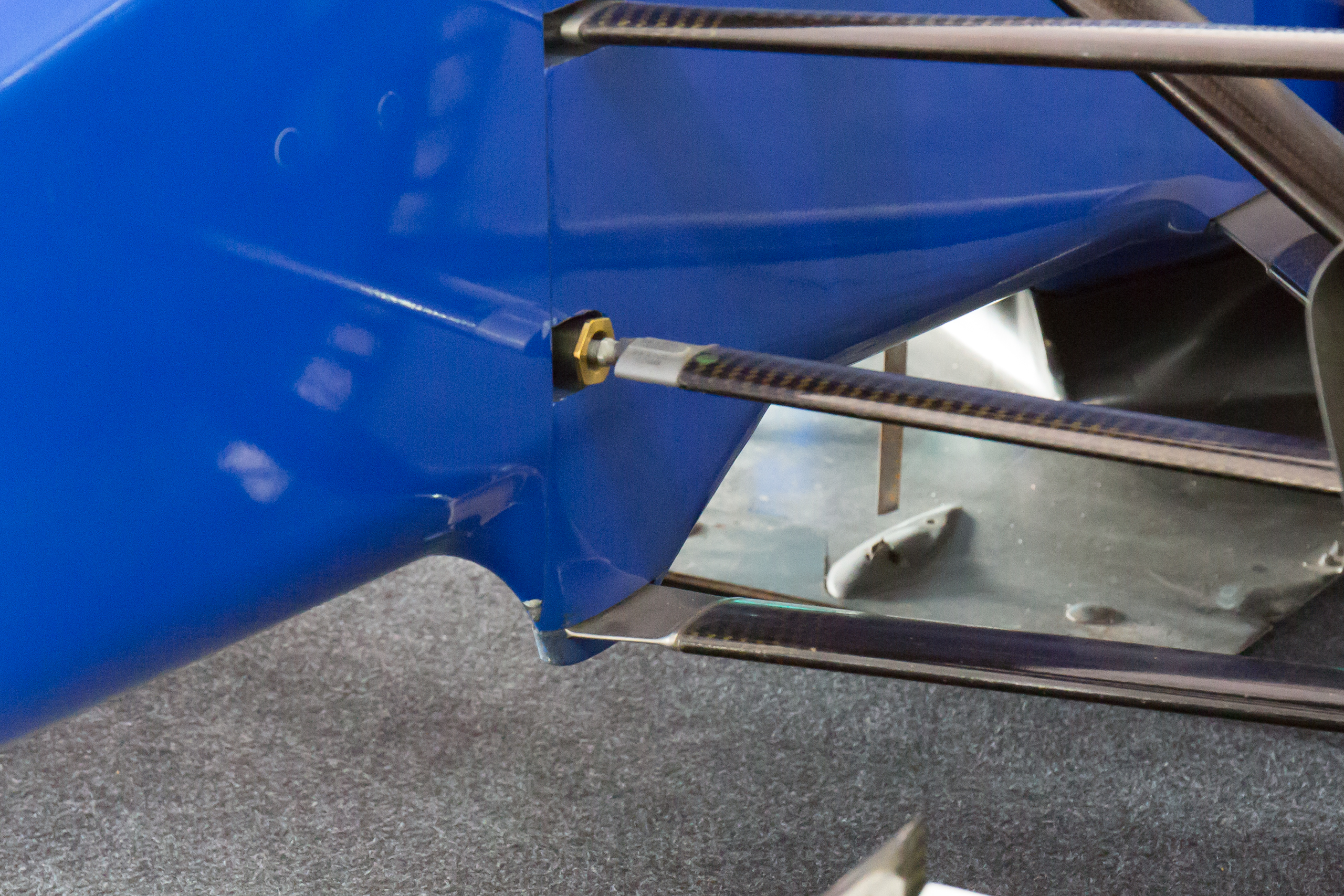
Vorderer Teil der linken Vorderradaufhängung des Sauber C19; gut zu erkennen ist der Kiel auf der Unterseite des Chassis, an dem der vordere untere Querlenker befestigt ist.

Motorenlieferant war Ferrari mit einem 3,0-Liter-V10-Motor dessen Zylinderbankwinkel 80° betrug. Er wurde jedoch aufgrund einer Vereinbarung mit dem Hauptsponsor Petronas bezeichnet. Das Getriebegehäuse bestand in diesem Jahr aus einer dünnen Aluminiumwand, dadurch wurde das Eigengewicht des Fahrzeuges reduziert und es gab mehr Spielraum zur Platzierung des Ballastes. Der Wagen durfte nämlich das Mindestgewicht nicht unterschreiten und somit konnte man mehr Ballast so platzieren, dass der Fahrzeugtiefpunkt nach unten verlagert wird. Die Bereifung stellte Bridgestone bereit. 
Eine Besonderheit war die Aufhängung: Zum ersten Mal wurde eine Doppelkielaufhängung an der Vorderachse in der Formel 1 eingesetzt (das reine Erprobungsfahrzeug Honda RA099 aus dem Vorjahr hatte diese Innovation allerdings auch schon). Gemeint ist damit der Aufhängungspunkt des vorderen unteren Querlenkers, der beim C19 nun nicht mehr mittig zentriert in einfacher Form für die Aufhängungen beider Seiten vorhanden war. Stattdessen wurden zwei Kiele verwendet – auf jeder Fahrzeugseite einer. Von dieser Lösung versprach man sich aerodynamische Vorteile.

## Fahrer
Fahrer des C19 waren Pedro Diniz und Mika Salo. Sie bestritten 16 der 17 Rennen der Saison 2000. Einzig beim Großen Preis von Brasilien zog Sauber seine Fahrzeuge nach dem Qualifying zurück, weil es Probleme mit dem Heckflügel gab.

## Werbung und Lackierung

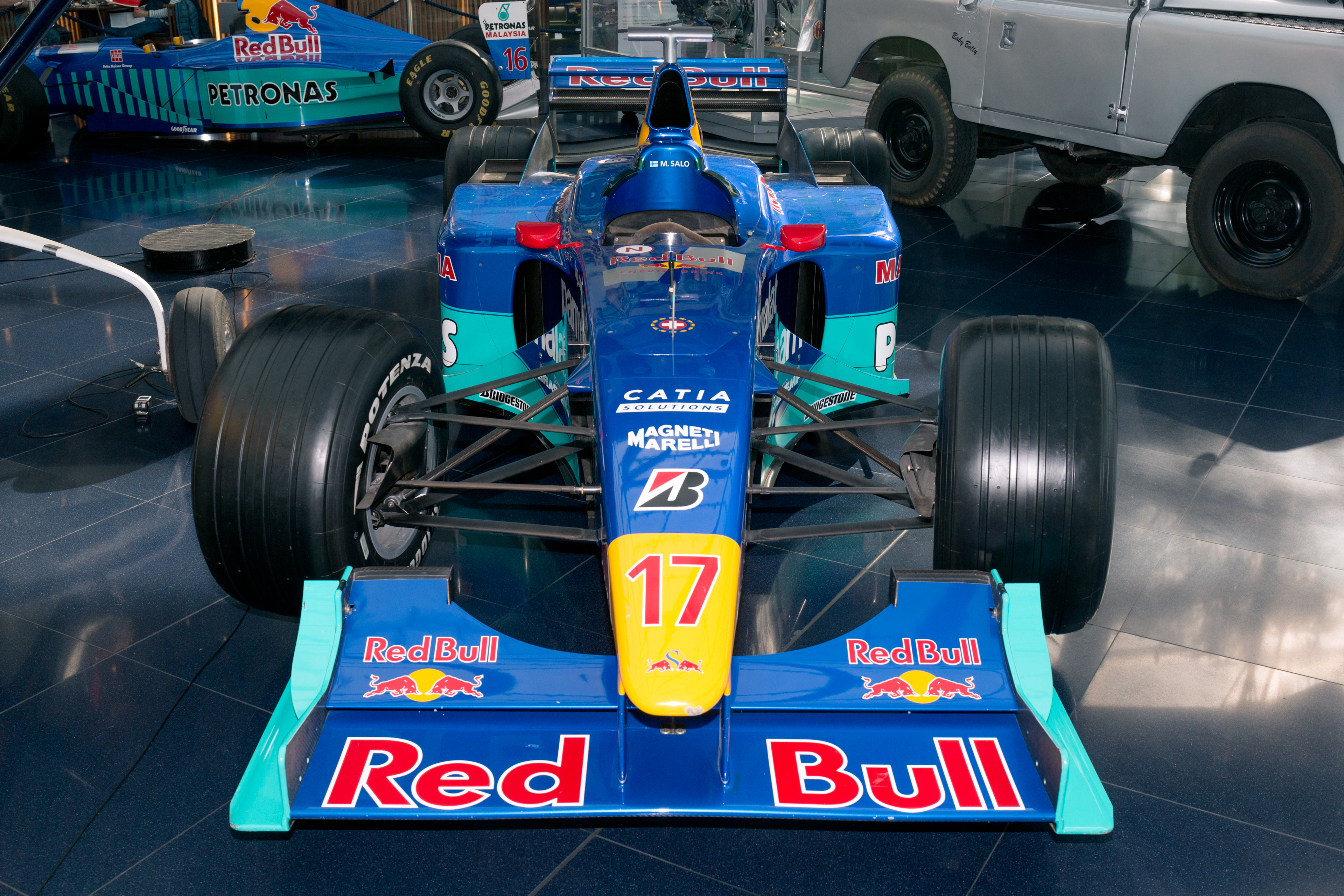
Sauber C19 im Hangar-7

Hauptsponsoren waren der malaysische Mineralölkonzern Petronas und der österreichische Getränkehersteller Red Bull.
Die Lackierung war der der Vorjahre sehr ähnlich. Angelehnt an die Hauptfarben der Sponsoren war der untere Teil des Chassis in Petronas-Cyan, der obere in Redbull-Blau gehalten. Auch der Gelbton der Nase war der gleiche wie der des Getränkeherstellers. Auf dem Heckflügel war ein Schriftzug und auf der Motorabdeckung waren Logos von Red Bull angebracht. An den Seitenkästen waren Schriftzüge von Petronas.

## Saison 2000

### Saisonstart mit Problemen

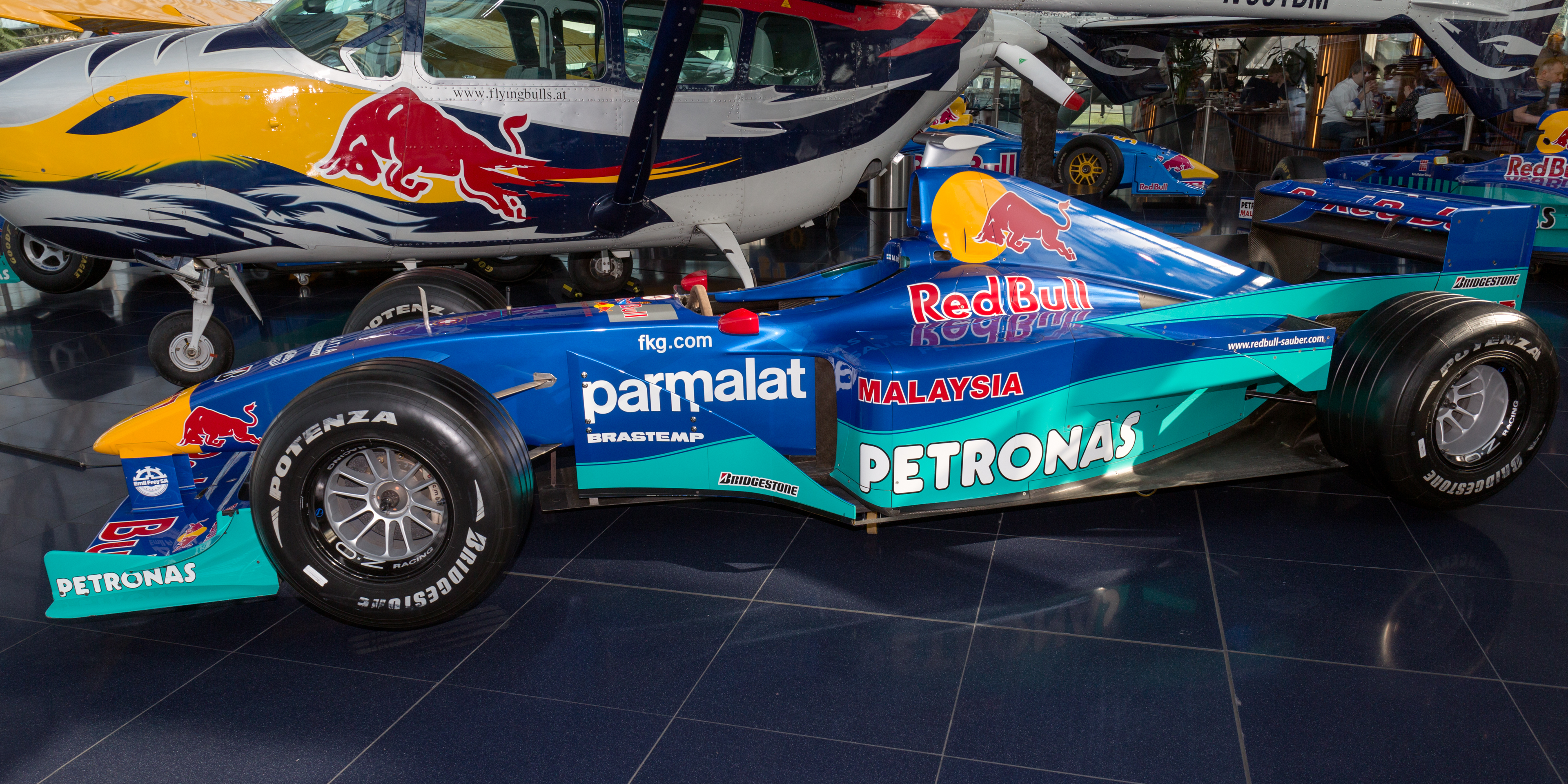
Seitenansicht des Sauber C19

Die Saison startete zunächst nicht gut. Im ersten Rennen fiel Diniz mit einem Getriebeschaden aus. Salo fuhr ein gutes Rennen und wurde als Sechster abgewinkt. Nach dem Rennen stellten die Rennkommissare einen illegalen Frontflügel fest – die Punkteplatzierung wurde daraufhin aberkannt. Im darauffolgenden Rennen qualifizierten sich Diniz und Salo auf den Positionen 20 und 22. Sauber zog allerdings seine Fahrzeuge wegen Schwierigkeiten mit dem Heckflügel vor dem Start aus Sicherheitsgründen zurück.

### Erste Erfolge
Beim dritten Rennen in San Marino gelang es Mika Salo, den ersten Punkt der Saison mit einem sechsten Platz einzufahren. Diniz beendete das Rennen als Achter. In den drei darauffolgenden Rennen fuhr keiner der Piloten in eine Punkteplatzierung. Mit zwei siebten Plätzen scheiterten sie allerdings nur knapp. Beim siebten Rennen der Saison, dem Großen Preis von Monaco, fuhr Mika Salo mit dem fünften Platz zwei weitere Punkte für Sauber ein.

### Weitere Punkte
Nach zwei weiteren punktelosen Rennen in Kanada und Frankreich erzielte Mika Salo in Österreich und Deutschland mit einem sechsten und einem fünften Platz weitere Punkte. Diniz war bis zu diesem Zeitpunkt noch ohne Punkte.

### Mittelmaß bis zum Schluss
In den restlichen sechs Rennen gelang es keinem der Fahrer weitere Punkte zu holen. Beide waren jedoch regelmäßig unter den besten zehn.
Insgesamt fiel der C19 bei 16 Grand Prix neunmal aus. Die besten Platzierungen waren zwei fünfte Plätze. Am Ende der Saison hatte Sauber sechs WM-Punkte und erreichte damit den achten Platz in der Konstrukteursmeisterschaft.

## Ergebnisse
| Fahrer               | Nr.                  | 1   | 2   | 3 | 4  | 5   | 6   | 7   | 8   | 9  | 10 | 11  | 12  | 13 | 14 | 15  | 16 | 17  | Punkte | Rang |
| -------------------- | -------------------- | --- | --- | - | -- | --- | --- | --- | --- | -- | -- | --- | --- | -- | -- | --- | -- | --- | ------ | ---- |
| Formel-1-Saison 2000 | Formel-1-Saison 2000 |     |     |   |    |     |     |     |     |    |    |     |     |    |    |     |    |     | 6      | 8.   |
| P. Diniz             | 16                   | DNF | DNS | 8 | 11 | DNF | 7   | DNF | 10  | 11 | 9  | DNF | DNF | 11 | 8  | 8   | 11 | DNF | 6      | 8.   |
| M. Salo              | 17                   | DSQ | DNS | 6 | 8  | 7   | DNF | 5   | DNF | 10 | 6  | 5   | 10  | 9  | 7  | DNF | 10 | 8   | 6      | 8.   |

| Legende  | Legende            | Legende                                                          |
| Farbe    | Abkürzung          | Bedeutung                                                        |
| -------- | ------------------ | ---------------------------------------------------------------- |
| Gold     | –                  | Sieg                                                             |
| Silber   | –                  | 2. Platz                                                         |
| Bronze   | –                  | 3. Platz                                                         |
| Grün     | –                  | Platzierung in den Punkten                                       |
| Blau     | –                  | Klassifiziert außerhalb der Punkteränge                          |
| Violett  | DNF                | Rennen nicht beendet (did not finish)                            |
| Violett  | NC                 | nicht klassifiziert (not classified)                             |
| Rot      | DNQ                | nicht qualifiziert (did not qualify)                             |
| Rot      | DNPQ               | in Vorqualifikation gescheitert (did not pre-qualify)            |
| Schwarz  | DSQ                | disqualifiziert (disqualified)                                   |
| Weiß     | DNS                | nicht am Start (did not start)                                   |
| Weiß     | WD                 | zurückgezogen (withdrawn)                                        |
| Hellblau | PO                 | nur am Training teilgenommen (practiced only)                    |
| Hellblau | TD                 | Freitags-Testfahrer (test driver)                                |
| ohne     | DNP                | nicht am Training teilgenommen (did not practice)                |
| ohne     | INJ                | verletzt oder krank (injured)                                    |
| ohne     | EX                 | ausgeschlossen (excluded)                                        |
| ohne     | DNA                | nicht erschienen (did not arrive)                                |
| ohne     | C                  | Rennen abgesagt (cancelled)                                      |
| ohne     | keine WM-Teilnahme |                                                                  |
| sonstige | P/fett             | Pole-Position                                                    |
| sonstige | 1/2/3/4/5/6/7/8    | Punktplatzierung im Sprint-/Qualifikationsrennen                 |
| sonstige | SR/kursiv          | Schnellste Rennrunde                                             |
| sonstige | *                  | nicht im Ziel, aufgrund der zurückgelegten Distanz aber gewertet |
| sonstige | ()                 | Streichresultate                                                 |
| sonstige | unterstrichen      | Führender in der Gesamtwertung                                   |

## Verbleib nach der Saison
Ein Exemplar des C19 ist im Hangar-7, einem Multifunktionsgebäude am Flughafen Salzburg, ausgestellt.